# 土志田與助
土志田 與助（としだ よすけ、旧姓・鈴木、1873年〈明治6年〉11月7日 - 没年不明）は、日本の商人（松屋、米穀商）、実業家。族籍は東京府平民。

## 経歴
神奈川県人・鈴木佐兵衛の二男。先代土志田與助の養子となり1897年、家督を相続し、前名與吉を改め襲名する。白米商を営み傍ら会社の重役である。
紀伊土地社長、土志田合資会社代表社員、第一信用組合理事、帝国塗料、大日本鉱業精機各取締役、相模運輸、相模鉄道、勝浦温泉土地、帝国塗料各監査役をつとめる。

## 人物
住所は東京市京橋区銀座1丁目。宗教は浄土宗。趣味は義太夫。

## 家族・親族
土志田家
土志田家は代々米穀商を営む。現在は賃貸業を営み、土志田ビルとなっている。
- 養父・與助[4]
- 養妹・まき（1884年 - ?、東京、千葉恒次郎の妻）[4]
- 妻・千代（1890年 - ?、養父・與助の五女）[4]
- 長男・真次郎[4]（1907年 - ?、土志田合資会社代表社員[6]） - 明治大学卒業[6]。
- 次男・孝之助（1910年 - ?） - 慶應義塾大学卒業[5]。柔道初段[7]。
- 長女[5]

親戚
- 養妹の夫・千葉恒次郎[4]（池貝鉄工所、池貝自動車製造各相談役）